# Cyrtarachne termitophila
Cyrtarachne termitophila är en spindelart som beskrevs av Lawrence 1952. Cyrtarachne termitophila ingår i släktet Cyrtarachne och familjen hjulspindlar.
Artens utbredningsområde är Kongo. Inga underarter finns listade i Catalogue of Life.